# Monument de Lisícrates

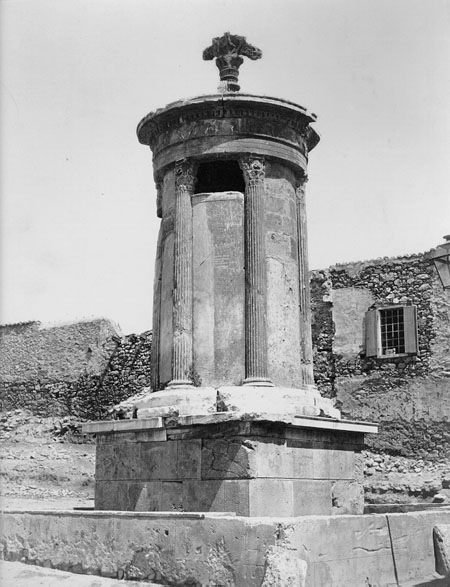
Llanterna de Lisícrates, el 1875

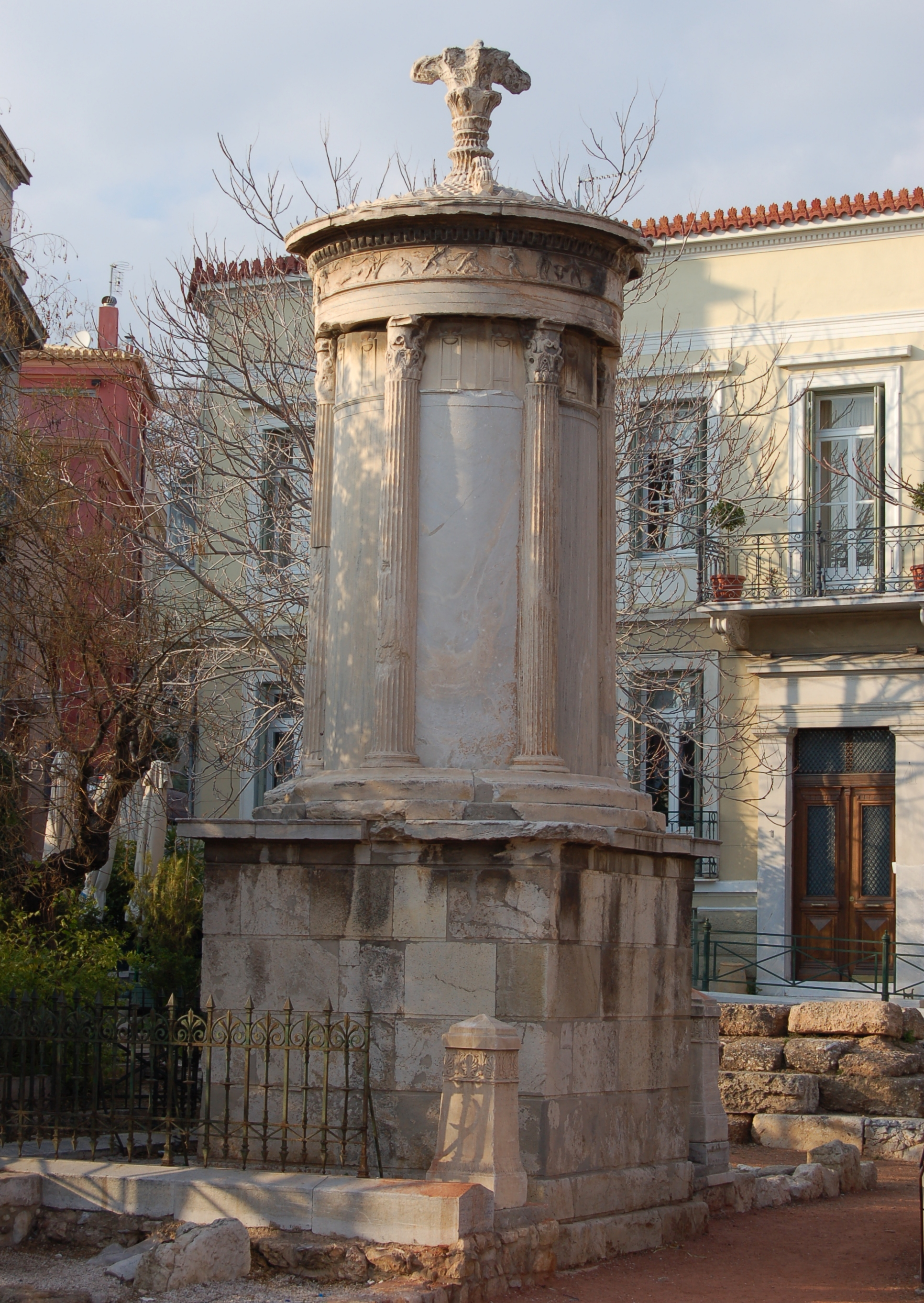
Llanterna de Lisícrates, Atenes

La llanterna de Lisícrates, també coneguda com a monument de Lisícrates (en grec: Μνημείο του Λυσικράτη) fou erigida a Atenes, prop de l'Acròpoli, pel coreg Lisícrates el 335-334 aC, sota l'arcont d'Evanet, per commemorar el primer premi que havia guanyat aquell any al teatre de Dionís amb un cor d'homes.
El coreg, a l'antiga Grècia finançava i supervisaba el treball del cor. El lloc triat fou el carrer dels trípodes, abundantment proveïda amb aquest tipus de monuments commemoratius.

## Descripció
Sobre un pedestal quadrat fou aixecat un monument cilíndric d'una desena de metres d'alçada, amb l'aspecte d'un petit temple corinti pseudomonòpter. Sobre el sostre de marbre inicialment hi hagué un trípode de bronze, premi guanyat per Lisícrates.
El recurs a diverses pedres diferents, per raons òptiques, era típic d'aquella època, essent una de les primeres vegades que s'emprà l'orde corinti per a elements exteriors. Els capitells encara estan lluny del que havien de ser els capitells corintis dels grans monuments ulteriors.